# Brayan Perea
Brayan Andrés Perea Vargas, né le 25 février 1993 à Cali, est un footballeur international colombien. Il évolue actuellement en Bulgarie aux Port, au poste d'attaquant.

## Biographie

### Carrière en club
Il est prêté par la Lazio Rome à l'ES Troyes AC pour la saison 2015-2016.
Le 28 décembre 2018, la Lazio Rome décide de mettre un terme au contrat qui lie le joueur et le club.

### Carrière en sélection
Brayan Perea fait partie de l'équipe de Colombie qui dispute le championnat de la CONMEBOL des moins de 20 ans en 2013, puis la Coupe du monde des moins de 20 ans la même année. Lors du mondial junior organisé en Turquie, il joue quatre matchs.

## Statistiques
| Saison                | Club                  | Championnat           | Championnat | Championnat | Coupe(s) nationale(s) | Coupe(s) nationale(s) | Compétition(s) continentale(s) | Compétition(s) continentale(s) | Compétition(s) continentale(s) | Total | Total |
| Saison                | Club                  | Division              | M.          | B.          | M.                    | B.                    | Comp.                          | M.                             | B.                             | M.    | B.    |
| 2011                  | Deportivo Cali        | Liga Águila           | 10          | 0           | 2                     | 1                     | -                              | -                              | -                              | 12    | 1     |
| 2012                  | Deportivo Cali        | Liga Águila           | 28          | 6           | 6                     | 0                     | -                              | -                              | -                              | 34    | 6     |
| 2013                  | Deportivo Cali        | Liga Águila           | 15          | 4           | 0                     | 0                     | -                              | -                              | -                              | 15    | 4     |
| Sous-total            | Sous-total            | Sous-total            | 53          | 10          | 8                     | 1                     | -                              | -                              | -                              | 61    | 11    |
| 2013-2014             | Lazio Rome            | Serie A               | 19          | 1           | 2                     | 2                     | C3                             | 6                              | 2                              | 27    | 5     |
| 2014-2015             | AC Pérouse (prêt)     | Serie B               | 16          | 1           | 1                     | 0                     | -                              | -                              | -                              | 17    | 1     |
| 2014-2015             | Lazio Rome            | Serie A               | 5           | 0           | 1                     | 0                     | -                              | -                              | -                              | 6     | 0     |
| 2015-2016             | ES Troyes AC (prêt)   | Ligue 1               | 12          | 0           | 1                     | 1                     | -                              | -                              | -                              | 13    | 1     |
| Sous-total            | Sous-total            | Sous-total            | 52          | 2           | 5                     | 3                     | -                              | 6                              | 2                              | 63    | 7     |
| Total sur la carrière | Total sur la carrière | Total sur la carrière | 105         | 12          | 13                    | 4                     | -                              | 6                              | 2                              | 124   | 18    |

## Palmarès
Il remporte le Championnat de la CONMEBOL des moins de 20 ans en 2013 avec la Colombie.